# Trinity College (Dublin)

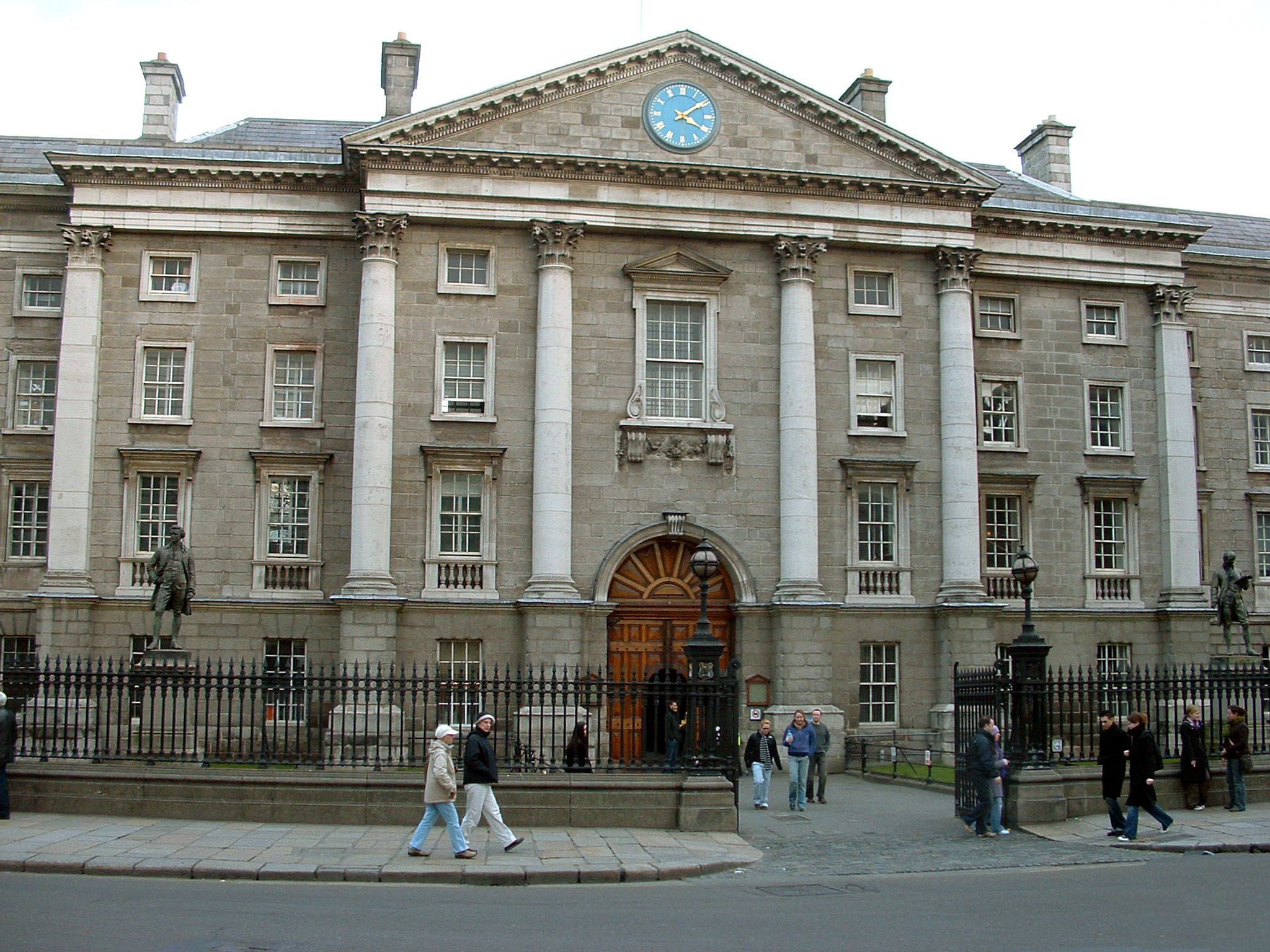
Trinity College (Dublin)

A dublini Trinity College Írország legrégebbi egyeteme, egy korábbi kolostor épületében kezdte meg működését 1592-ben Erzsébet királynő parancsára, célja a katolikus tanokkal szembeszálló jól képzett írországi protestáns értelmiség kinevelése volt.

## Ismertetése
A katolikus egyház saját híveinek 1970-ig nem engedélyezte az iskola látogatását. Nők először 1903-ban nyertek felvételt. A főbejárat előtt állnak Oliver Goldsmith drámaíró, és a politikai bölcselő Edmund Burke szobrai.

## Ismert személyek

### Hallgatók
- Oliver Goldsmith (1728/1730 – 1774) költő, író, orvos
- Thomas Moore (1779–1852) költő
- William Rowan Hamilton (1805–1865) matematikus, fizikus, csillagász
- Paget János (1808–1982) gazdálkodó, író
- Joseph M. Scriven (1819–1886) költő
- Francis Edgeworth (1845–1926) közgazdász, statisztikus
- Bram Stoker (1847–1912) író
- George Francis FitzGerald (1851–1901) fizikus
- Oscar Wilde (1854–1900) író, költő
- Charles Algernon Parsons (1854–1931) mérnök, feltaláló
- Edward Carson (1854–1935) politikus
- Ernest Shackleton (1874–1922) felfedező
- Samuel Beckett (1906–1989) író, költő
- James Hillman (1926–2011) pszichológus
- J. P. Donleavy (1926–2017) író
- Mairead Corrigan (1944) Nobel-békedíjas aktivista
- Dominic West (1969) színész, zenész, rendező
- Mary Lou McDonald (1969) politikus
- David Benioff (1970) író, rendező
- D. B. Weiss (1971) író, rendező
- Mark Ronson (1975) zenész
- Damien Leith (1976) zenész
- Gwendolyn Masin (1977) zenész
- Gyöngyösi Márton (1977) politikus
- Leo Varadkar (1979) politikus
- Katie McGrath (1983) színésznő, modell
- Jack Gleeson (1992) színész

### Egyéb
- Johann Sigismund Kusser (1660–1727) a kápolna zenemestere volt